# شاهزاده هملت
شاهزاده هملت (انگلیسی: Prince Hamlet) عنوان یکی از شخصیت‌ها و قهرمان اصلی، ویلیام شکسپیر در نمایش‌نامه هملت است. او در این نمایش‌نامه شاهزاده دانمارک و برادر زاده کلادیوس پادشاه غاصب کنونی دانمارک است. در آغاز نمایش‌نامه او در کشمکش و حس انتقام برای کشته‌شدن پدرش (شاه پیشین دانمارک) است. در پایان این تراژدی او سبب قتل پولونیوس، لایریتس (پسر پولونیوس) و کلادیوس می‌شود. او همچنین به صورت غیر مستقیم سبب کشته شدن اوفلیا (معشوقه‌اش) و همچنین مادر خودش گرترود می‌شود.
نام هملت برگرفته از اساطیر اسکاندینیاوی به نام آملت است که توسط تاریخ‌نگار دانمارکی، ساکسو گراماتیکوس، در سده سیزدهم میلادی ثبت شده است.
ریچارد باربیج ، ادوین بوث و هنری ایروینگ از معروف‌ترین بازیگرانی هستند که نقش هملت را در این نمایش‌نامه بازی کرده‌اند. نخستین فیلمی که با اقتباس از این نمایش‌نامه ساخته شد، فیلمی دو دقیقه‌ای با بازی سارا برنارد (در نقش هملت) است که در سال ۱۹۰۰ میلادی ساخته شد. این فیلم با نام دوئل هملت با کارگردانی کلمنت موریس فرانسوی ساخته شد.